# Paula Bennett

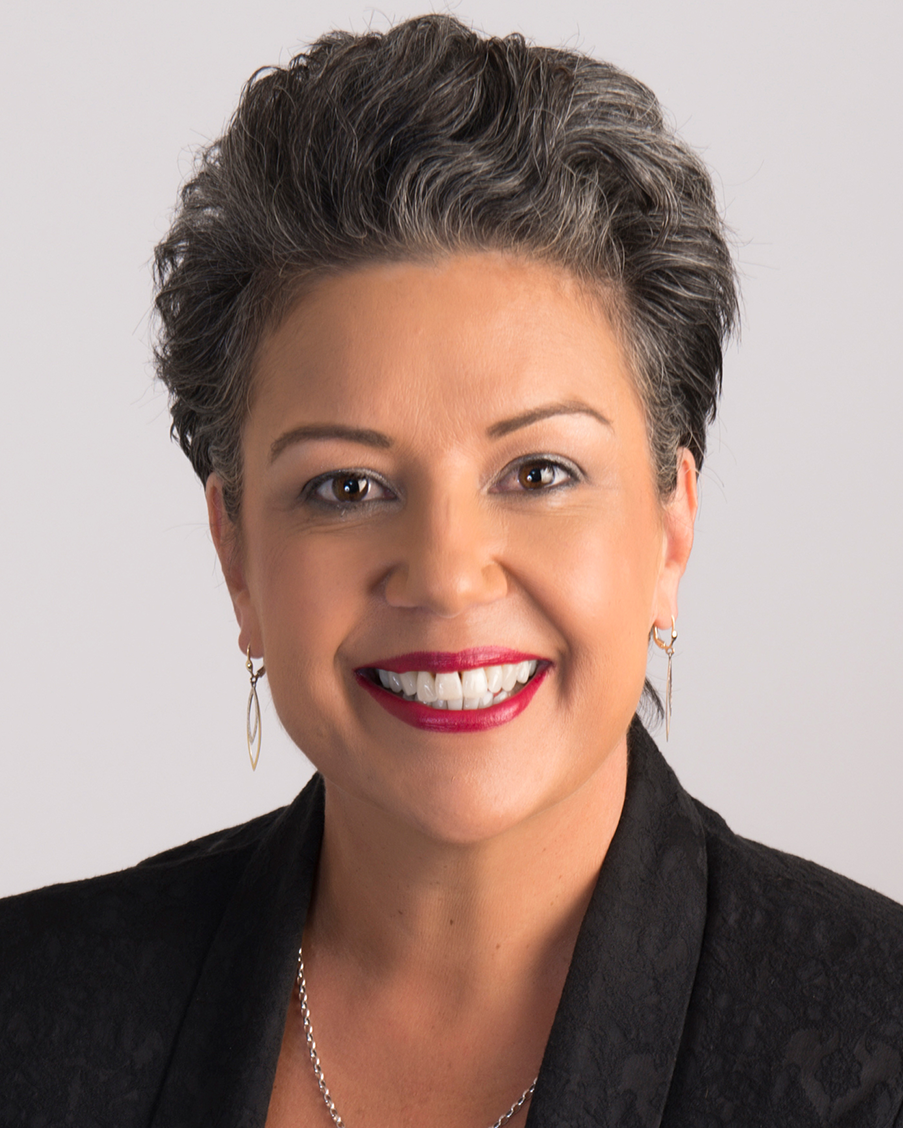
Paula Bennett (2018)

Hon. Paula Bennett (* 9. April 1969 in Auckland) ist eine neuseeländische Politikerin der New Zealand National Party (NP), die unter anderem von 2005 bis 2020 Mitglied des Repräsentantenhauses sowie mehrmals Ministerin war. Sie war von 2016 bis 2020 stellvertretende Vorsitzende der National Party und als solche zwischen 2016 und 2017 stellvertretende Premierministerin im Kabinett English sowie von 2017 bis 2020 stellvertretende Oppositionsführerin.

## Leben
Paula Bennett absolvierte ein grundständiges Studium an der Massey University, welches sie mit einem Bachelor of Arts (B.A.) beendete. Im Anschluss war sie als Personalberaterin tätig. Bei der Parlamentswahl am 17. September 2005 wurde sie für die Nationale Partei NP (New Zealand National Party) erstmals zum Mitglied des Repräsentantenhauses gewählt, dem sie nach ihren Wiederwahlen 2008, 2011, 2014 und 2017 bis zum 17. Oktober 2020 angehörte. Zunächst war sie vom 17. September 2005 bis zum 8. November 2008 Vertreterin der Liste der NP und vertrat daraufhin zwischen dem 8. November 2008 und 20. September 2014 den Wahlkreis „Waitakere“, ehe sie zuletzt vom 20. September 2014 bis zum 17. Oktober 2020 den Wahlkreis „Upper Harbour“ vertrat. Zu Beginn ihrer Parlamentszugehörigkeit war sie vom 11. September 2005 bis zum 12. Mai 2006 Mitglied des Ausschusses für soziale Dienste und danach zwischen dem 12. Juni 2006 und dem 10. März 2008 Mitglied des Ausschusses für Bildung und Wissenschaft. Anfangs fungierte sie zwischen dem 26. Oktober 2005 und dem 12. Januar 2006 kurzzeitig als stellvertretende Sprecherin der NP-Fraktion für Wohlfahrt.
Im Kabinett Key I war Paula Bennett zwischen dem 19. November 2008 und dem 14. Dezember 2011 Jugendministerin und Ministerin für soziale Entwicklung und Beschäftigung sowie zugleich vom 19. November 2008 bis zu ihrer Ablösung durch Tariana Turia am 30. Juni 2009 Ministerin für Behindertenfragen. Im Kabinett Key II bekleidete sie zwischen dem 14. Dezember 2011 und dem 7. Oktober 2014 weiterhin den Posten als Ministerin für soziale Entwicklung und Beschäftigung sowie vom 14. Dezember 2011 bis zu ihrer Ablösung durch Nikki Kaye am 31. Januar 2013 auch als Jugendministerin. Als Nachfolgerin von Chris Tremain übernahm sie am 28. Januar 2014 außerdem das Amt als Ministerin für Kommunalverwaltung und hatte auch dieses bis zum 7. Oktober 2014 inne. Ferner war sie vom 31. Januar 2013 bis zum 10. Juni 2014 stellvertretende Ministerin für Wohnungsbau. Im darauf folgenden Kabinett Key III war sie zwischen dem 8. Oktober 2014 und dem 20. Dezember 2016 Ministerin für sozialen Wohnungsbau sowie zeitgleich in Personalunion Ministerin für Staatsdienste. Des Weiteren wurde sie am 8. Oktober 2014 Ministerin für Kommunalverwaltung und hatte dieses Amt bis zum 14. Dezember 2015 inne, woraufhin Peseta Sam Lotu-Iiga ihre Nachfolge antrat. Sie selbst löste am 14. Dezember 2015 Tim Groser als Ministerin für Angelegenheiten des Klimawandels ab und behielt dieses Amt ebenfalls bis zum 20. Dezember 2016. Darüber hinaus fungierte sie vom 10. August 2014 bis zum 20. Dezember 2016 stellvertretende Finanzministerin. Sie war außerdem zwischen dem 10. August 2014 und dem 12. Dezember 2016 stellvertretende Tourismusministerin. 

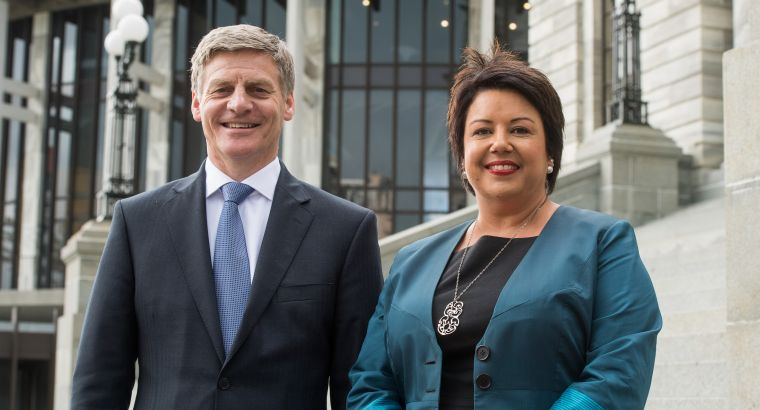
Paula Bennett mit Premierminister Bill English

Nachdem Bill English zum Vorsitzenden der Nationalen Partei gewählt wurde, übernahm Paula Bennett am 12. Dezember 2016 die Funktion als stellvertretende Vorsitzende der National Party und behielt diese bis zum 22. Mai 2020, woraufhin Nikki Kaye sie ablöste. Am 12. Dezember 2016 übernahm Paula Bennett im Kabinett English den Posten als Stellvertretende Premierministerin und bekleidete dieses bis zum 26. Oktober 2017. Gleichzeitig übernahm sie vom 12. Dezember 2016 bis zum 26. Oktober 2017 die Ämter als Ministerin für Klimafragen, Ministerin für Staatsdienste, Tourismusministerin, Polizeiministerin sowie als Frauenministerin. Daneben übernahm sie vom 12. bis zum 20. Dezember 2016 den Posten als kommissarische Tourismusministerin.
Nachdem nach der Parlamentswahl 2017 die National Party nicht mehr an der Regierung beteiligt war, fungierte sie zwischen dem 26. Oktober 2017 und dem 22. Mai 2020 als stellvertretende Oppositionsführerin im Parlament. Sie war vom 11. März 2017 bis zum 7. Februar 2020 Sprecherin der NP-Fraktion für Frauen. Sie fungierte des Weiteren zwischen dem 11. März 2017 und dem 12. März 2018 als Sprecherin der NP für den gemeinschaftliche und ehrenamtlicher Sektor und zeitgleich für soziale Investitionen beziehungsweise vom 12. März 2018 bis zum 25. Mai 2020 für soziale Investitionen und soziale Dienste sowie un Personalunion zwischen dem 12. März 2018 und dem 22. Januar 2019 als Sprecherin der NP-Fraktion für Hochschulbildung, Qualifikationen und Beschäftigung sowie im Anschluss vom 22. Januar 2019 bis zum 7. Februar 2020 als Sprecherin für die Drogenreform. Daneben war sie zum Ende der COVID-19-Pandemie zwischen dem 25. März und dem 26. Mai 2020 Mitglied des Sonderausschusses für Epidemiereaktion. 
Aus ihrer Ehe mit Alan Phillips ging ein Kind hervor.